# Dora del Grande
Dora del Grande (Mercedes, Corrientes, Argentina; 1909 - Buenos Aires, Argentina; 1966) fue una primera bailarina, coreógrafa y profesora del argentina. Perteneció a la camada de una de las primeras bailarinas solistas del Ballet Estable del Teatro Colón.

## Carrera
Fue una eximia bailarina del elenco estable del Teatro Colón durante muchas temporadas desde 1926. Primera bailarina y coreógrafa repositora, estudió con Esmée Bulnes y fue solista junto con Blanca Zirmaya y Leticia de la Vega, en la época en la que el primer coreógrafo del Colón era Adolf Bolm. 
Integró además el ballet Panambi, bajo la dirección coreográfica de Margarita Walman junto a los bailarines Yurek Shabeleyski y Ángel Eleta. Entre 1931 y 1936 danzó con Lida Martinoli, María Ruanova y Boravski.
Compartió escenario con otras célebres bailarinas y bailarires como Eugenio Lapitky, Anna Pavlova y Mercedes Quintana.
En 1931 bailó el Pájaro de Fuego bajo la dirección E. Ansermet y con J. Nijinski. Fue una de las grandes figuras del ballet en nuestro país.
En 1934, con el fallecimiento de Elena Smirnova,  Del Grande ocupa su cátedra en la Escuela de Danzas del Conservatorio, que había obtenido por concurso; por sus clases pasaron varias generaciones de bailarinas.
En Villa Devoto, provincia de Buenos Aires, existe un cantero  que se llama Cantero Central Dora del Grande, en homenaje a su trayectoria.

## Teatro
- El amor brujo, con Antonia Mercé, Victoria Garabato, Ángeles Ruanova, Mercedes Quintana, Gema Castillo, Lydia Galleani, Matilde Ruanova, Teresa Goldkhul y Adela Goldkhul.
- Pájaro de Fuego.